# 선경식
선경식(宣炅植, 1949년 2월 10일~2012년 4월 27일)은 대한민국의 정치인으로, 제18대 국회의원을 지냈다.
유신 헌법에 반대하는 학생 운동을 한 혐의로 긴급조치 9호 위반에 따라 1975년 징역 7년을 선고받았던 적이 있다.
18대 총선에서 창조한국당 비례대표 4번으로 출마했다. 2012년 1월 25일 유원일 의원이 당을 탈당하면서 비례대표 의원직을 승계했다. 의원직을 승계한 직후 19대 총선을 치르면서 과중한 업무로 인해 4월 18일 뇌출혈로 쓰러졌다. 이후 병원으로 옮겨졌으나 4월 27일 사망했다. 향년 64세였으며 장례는 국회장으로 치러졌다. 사후 2013년 긴급조치 위반 재심에서 무죄 판결받았다.

## 학력
- 한국외국어대학교 행정학 학사

## 경력
- 노동일보 편집국장
- 중앙일보 기자
- 창조한국당 최고위원
- 창조한국당 고문

## 의정 활동
- 제18대 국회의원

## 역대 선거 결과
| 실시년도 | 선거  | 대수 | 직책     | 선거구   | 정당       | 득표수    | 득표율         | 순위         | 당락 | 비고       |
| -------- | ----- | ---- | -------- | -------- | ---------- | --------- | -------------- | ------------ | ---- | ---------- |
| 2008년   | 총선  | 18대 | 국회의원 | 비례대표 | 창조한국당 | 651,993표 | \| \| 3.80% \| | 비례대표 4번 |      | 초선, 승계 |
|          | 3.80% |      |          |          |            |           |                |              |      |            |